# Donje Taborište
Donje Taborište és un poble de Croàcia situat al comtat de Sisak-Moslavina i que pertany al municipi de Glina.